# Ubuntu (ideológia)
Az ubuntu (IPA: [ùbúntú]) a szubszaharai Afrikából származó világnézet, egy tradicionálisan afrikainak tekintett eszme. Középpontjában az egymás iránti emberség áll; filozófiája az együttműködés, a törődés, és harmónia az összes teremtménnyel. Az „ubuntu” szó a dél-afrikai bantu nyelvekben (xhosza, zulu) gyökerezik.
Körülbelüli fordítása: „emberiesség másokkal szemben”, „azért vagyok, mert mi vagyunk”, „egy egyén a többi emberen keresztül válik emberivé”. Más fordítás szerint: „a hit egy univerzális kötődés, amely összeköti az emberiséget”.
Egy bővebb meghatározás Nobel-díjas Desmond Tutu afrikai érsektől:
„Egy ubuntu ember nyitott és elérhető mások számára, megerősíti a többieket, nem érzi magát fenyegetve attól, hogy mások rátermettebbek, mert magabiztos, tudván, hogy egy nagyobb egészhez tartozik, ami eltűnik, mikor másokat megaláznak, kínoznak vagy elnyomnak.”
Az ubuntu a Dél-afrikai Köztársaság új köztársaságának egyik alapító eszméje, és kapcsolódik a Thabo Mbeki által népszerűsített Afrikai reneszánszhoz. Politikai értelemben az ubuntu fogalma hangsúlyozza az egység és konszenzuskeresés szükségességét a döntéshozatalban.

## Fordítás
- Ez a szócikk részben vagy egészben az Ubuntu (philosophy) című angol Wikipédia-szócikk fordításán alapul.  Az eredeti cikk szerkesztőit annak laptörténete sorolja fel. Ez a jelzés csupán a megfogalmazás eredetét és a szerzői jogokat jelzi, nem szolgál a cikkben szereplő információk forrásmegjelöléseként.